# Distant Satellites
Distant Satellites è il decimo album in studio del gruppo musicale britannico Anathema, pubblicato il 9 giugno 2014 dalla Kscope.
Rappresenta un ulteriore passo evolutivo nella musica degli Anathema che utilizzano in maniera massiva, nella seconda metà dell'album, campionamenti ed arrangiamenti elettronici e alcuni elementi drum and bass.

## Tracce
Testi e musiche di Daniel Cavanagh, eccetto dove indicato.
1. The Lost Song Part 1 – 5:53
2. The Lost Song Part 2 – 5:48
3. Dusk (Dark Is Descending) – 6:00 (Daniel Cavanagh, Vincent Cavanagh)
4. Ariel – 6:28
5. The Lost Song Part 3 – 5:22
6. Anathema – 6:40
7. You're Not Alone – 3:26 (Daniel Cavanagh, Jamie Cavanagh, Vincent Cavanagh, John Douglas)
8. Firelight – 2:44
9. Distant Satellites – 8:17 (John Douglas, Vincent Cavanagh)
10. Take Shelter – 6:07

Acoustic Sessions – CD bonus nella Tour Edition
1. The Lost Song Part 1 (Acoustic in Session - Liverpool Parr Street Studios) – 5:58
2. Ariel (Acoustic in Session - Liverpool Parr Street Studios) – 4:11
3. The Lost Song Part 3 (Acoustic in Session - Liverpool Parr Street Studios) – 4:36
4. Firelight (Acoustic in Session - Liverpool Parr Street Studios) – 2:21
5. Anathema (Live at Liverpool Cathedral) – 7:15

## Formazione
Gruppo
- Vincent Cavanagh – voce, programmazione, sintetizzatore, chitarra, tastiera, arrangiamenti musicali aggiuntivi
- John Douglas – percussioni acustiche ed elettroniche, sintetizzatore, batteria, tastiera
- Daniel Cavanagh – pianoforte elettrico ed acustico, chitarra elettrica e acustica, tastiera, voce, arrangiamento strumenti ad arco
- Lee Douglas – voce
- Jamie Cavanagh – basso
- Daniel Cardoso – batteria

Altri musicisti
- Christer-André Cederberg – basso
- Dave Stewart – arrangiamento strumenti ad arco
- Wetle Holte – programmazione, percussioni e batteria aggiuntive (traccia 10)

Produzione
- Christer-André Cederberg – produzione, missaggio (eccetto tracce 7 e 10)
- Daniel Cavanagh – coproduzione, assistenza al missaggio (tracce 7 e 10)
- Vincent Cavanagh, John Douglas – coproduzione
- Steven Wilson – missaggio (tracce 7 e 10)
- Chris Sansom – mastering